# Municipio de Beery (Dakota del Norte)
El municipio de Beery (en inglés: Beery Township) es un municipio ubicado en el condado de Hettinger en el estado estadounidense de Dakota del Norte. En el año 2010 tenía una población de 30 habitantes y una densidad poblacional de 0,33 personas por km².

## Geografía
El municipio de Beery se encuentra ubicado en las coordenadas 46°24′49″N 102°13′35″O / 46.41361, -102.22639. Según la Oficina del Censo de los Estados Unidos, el municipio tiene una superficie total de 91.83 km², de la cual 91,31 km² corresponden a tierra firme y (0,57 %) 0,52 km² es agua.

## Demografía
Según el censo de 2010, había 30 personas residiendo en el municipio de Beery. La densidad de población era de 0,33 hab./km². De los 30 habitantes, el municipio de Beery estaba compuesto por el 100 % blancos. Del total de la población el 0 % eran hispanos o latinos de cualquier raza.